# Stadttheater Elbing
Das Stadttheater Elbing war ein Theater in Elbing (jetzt Elbląg) in Westpreußen von 1846 bis 1945.

## Geschichte
Kurz nach 1800 wurde ein erstes festes Theater in Elbing auf dem Friedrich-Wilhelm-Platz errichtet.
Von 1845 bis 1846 wurde ein Neubau auf Initiative des Kaufmanns Georg Wilhelm Härtel erbaut, der auch die Baupläne einreichte. Am 1. September 1846 wurde es mit dem Schauspiel Minna von Barnhelm von Gotthold Ephraim Lessing eröffnet. Seitdem wurden dort Opern, Operetten, Konzerte und Theaterstücke aufgeführt, meist mit einem unterhaltenden Charakter.
Seit 1860 gab es eine Gasbeleuchtung.
Seit etwa 1862 hieß es Stadttheater. 1893 gab es einen kleineren Umbau, kurz nach 1900 wurde elektrisches Licht eingesetzt, 1911 gab es einen weiteren Umbau.
Das Theaterensemble gastierte auch in Städten und Dörfern der Umgebung. 1913 und 1914 gab es außerdem Freilichtaufführungen in der Waldoper Elbing-Kahlberg.
1944 wurde der Theaterbetrieb eingestellt und stattdessen ein Kino eingerichtet.
1945 wurde dieses geschlossen. Bald danach wurde das Gebäude abgerissen.
Ab 1945 gab es in Elbląg Theateraufführungen in polnischer Sprache. Seit 1975 gibt es dort ein neues Theatergebäude.